# Двадесетдевета египатска династија
Двадесетдевета египатска династија владала је Египтом од 398. до 380. године п. н. е. Једна је од династија Касног периода Старог Египта.

## Историја
Године 404. п. н. е. фараон Амиртеј подигао је устанак против персијске власти који је завршен протеривањем Персијанаца из Египта. Амиртеј је основао нову династију чији је био једини владар. Године 398. п. н. е. поразио га је војсковођа Неферит I који оснива нову, двадесетдевету египатску династију. Након Нефертитове смрти наступају борбе за престо између двојице његових синова - Мутиса и Псамута. Псамут односи победу и постаје нови фараон. Умро је исте године. Наследио га је син Хакор који је владао до 380. године п. н. е. Његовог наследника, Неферита II, свргао је Нектанебо I оснивајући нову династију. 